# Pantheon (Parigi)

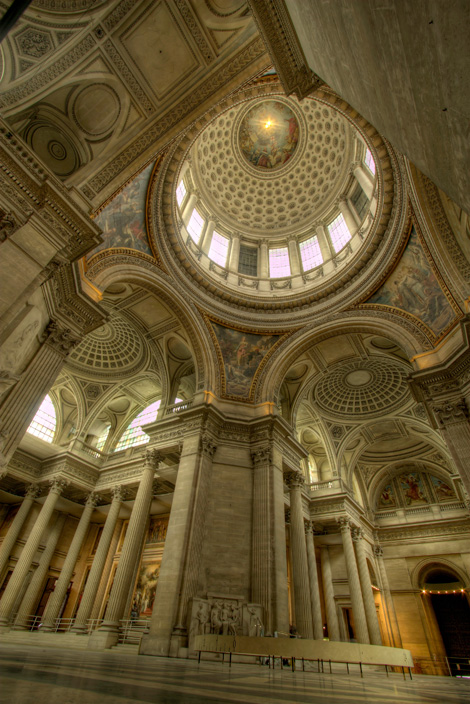
Scorcio dell'interno

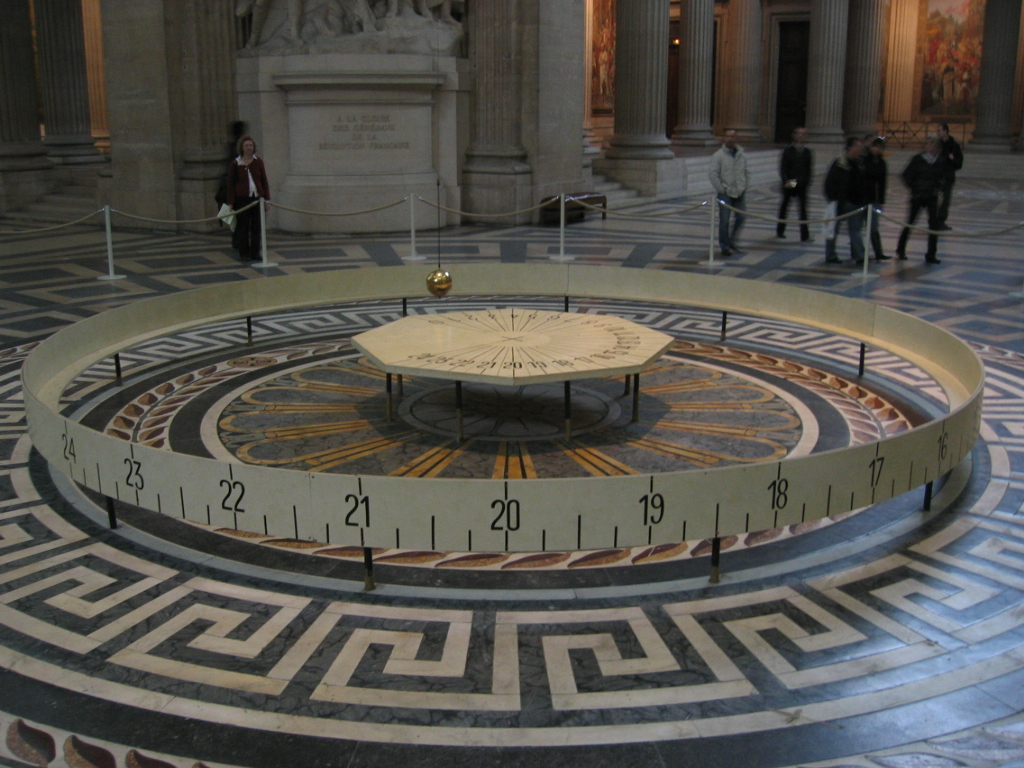
Riproduzione del Pendolo di Foucault

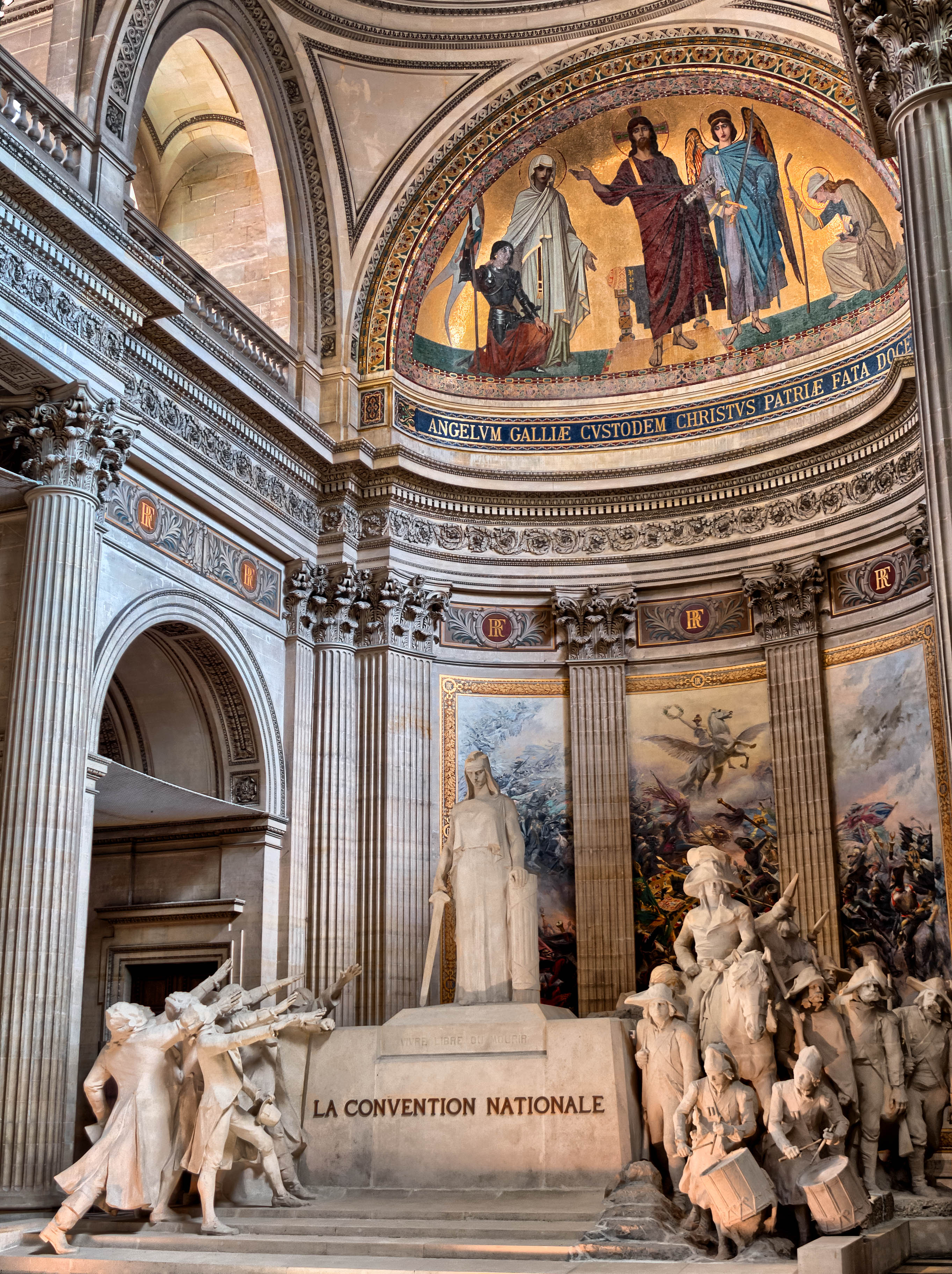
L'abside con La convenzione nazionale di François-Léon Sicard

Il Pantheon di Parigi (in francese Panthéon de Paris), eretto come chiesa cattolica dedicata a Sainte-Geneviève, è un monumento situato nella capitale francese nel cuore del Quartiere latino (V arrondissement), in cima al colle di Sainte-Geneviève. È alto in tutto 106 metri. È circondato dalla chiesa Saint-Étienne-du-Mont, dalla biblioteca Sainte-Geneviève, dalla Sorbona e da altri edifici monumentali. Particolarmente suggestiva è la vista da rue Soufflot, vicino ai Giardini del Lussemburgo.
Fu dapprima una semplice chiesa, ma nel corso del tempo si trasformò in una sorta di mausoleo dei resti mortali dei personaggi che hanno segnato la storia francese, specialmente repubblicana. Progettata da Jacques-Germain Soufflot è il primo grande monumento neoclassico. Dal 1920 è monumento storico di Francia.

## Storia
Il sovrano francese Luigi XV fece un voto nel 1744 in base al quale, se si fosse ripreso da una grave malattia, avrebbe fatto edificare sulle rovine della chiesa di Santa Genoveffa una nuova costruzione degna della santa patrona di Parigi. 
Nonostante le fondamenta venissero gettate nel 1758, a causa di gravi problemi economici, il completamento della costruzione venne eseguito solo dopo la morte di Soufflot, per opera di un suo pupillo, Jean-Baptiste Rondelet, nel 1789, proprio in coincidenza con lo scoppio della Rivoluzione francese, al seguito della quale la destinazione dell'edificio venne commutata dal governo rivoluzionario da santuario a mausoleo per le importanti personalità nazionali. E tale rimase fino al 1821 quando il re Luigi XVIII decise di riconsegnare il Pantheon a quella che avrebbe dovuto essere la sua destinazione originaria e cioè una chiesa cattolica consacrata al culto di Santa Genoveffa, patrona di Parigi.
Tuttavia il 15 agosto 1830 la Monarchia di luglio toglie il monumento al culto religioso e ne ripristina la destinazione laica. Questo stato di cose perdurerà sino al 1851 quando la Seconda Repubblica francese fa ridiventare chiesa l'edificio. Durante tutto questo periodo nessuna personalità viene sepolta nel Pantheon (ad eccezione di Jacques-Germain Soufflot, architetto del monumento stesso, inumato nel 1829). Soltanto nel 1885 con la solenne sepoltura di Victor Hugo, viene decisa la definitiva soppressione della chiesa di Sainte Geneviève e la perenne destinazione laica del Pantheon.
Parallela a tutti questi cambiamenti è la storia dei vari simboli che sono stati via via posti sulla sommità dell'edificio. Si comincia nel 1790 con una croce provvisoria, tolta l'anno dopo in occasione dei funerali di Mirabeau e la destinazione laica del monumento. Al suo posto viene collocata una statua di Claude Dejoux rappresentante una donna che dà fiato ad una tromba. La scultura sarà però rimossa il 3 gennaio 1822 con l'inaugurazione ufficiale della chiesa di Santa Genoveffa e rimpiazzata con una croce di bronzo dorata. Nel 1830, nuova laicizzazione e sostituzione della croce con la bandiera tricolore francese.
Nel 1851 fa ritorno la croce dorata. Tuttavia, il 2 aprile 1871 i Comunardi ne tagliano i bracci laterali e l'utilizzano come asta per la bandiera, questa volta, rossa. Infine, nel luglio 1873, viene piazzato il simbolo attuale e cioè una croce di pietra alta 4 metri e pesante 1500 kg e che, da allora, nessuno ha più ritenuto necessario rimuovere, nonostante la definitiva destinazione laica del monumento.
Nel 1851 il fisico francese Léon Foucault scelse il Pantheon per realizzare una sua dimostrazione scientifica della rotazione della Terra installando nella cupola centrale della costruzione un pendolo della lunghezza di circa 67 metri. Nel 1995 la sfera metallica originale, dal peso di 28 kg, che servì per l'esperimento, è stata donata al Pantheon dal Conservatoire National des Arts et Métiers.

## Architettura
Il monumento attuale è una chiesa a cupola, con pianta a croce greca (navata e transetto della stessa lunghezza, una scelta all'epoca inedita su così grande scala in Francia), che prevedeva un ampio portico con un colonnato in stile corinzio a sostenere una costruzione lunga circa 110 m, larga 45 m e alta 106 metri. Con il pronao a sei colonne e il frontone triangolare con colonne corinzie, ispirato al Pantheon di Roma, viene definito un'opera in stile neoclassico. La chiesa origina da una sintesi stilistica incentrata sull'arte classica, ma con la leggerezza tipica dell'architettura gotica e la cupola di copertura è ispirata a esempi del Rinascimento.
La cupola, il cui aspetto richiama quello della cattedrale di Saint Paul a Londra (costruita da Christopher Wren tra il 1675 e il 1710), è costituita da tre calotte, di cui una sola visibile dall'esterno, incastrate le une nelle altre. La cripta copre tutta la superficie dell'edificio, con quattro gallerie sotto ciascuno dei bracci della navata. Dopo l'ingresso costituito una sala decorata da colonne doriche, al centro dell'edificio, si trova la vasta sala a volta di forma circolare.
Nel suo insieme, il progetto rompe con gli stili classico e barocco dei secoli precedenti grazie alla perfetta simmetria, l'originale altezza delle colonne che lo distinguono, ad esempio, da Saint-Louis des Invalides- e il rifiuto di qualsiasi eccesso decorativo. 

## Monumenti

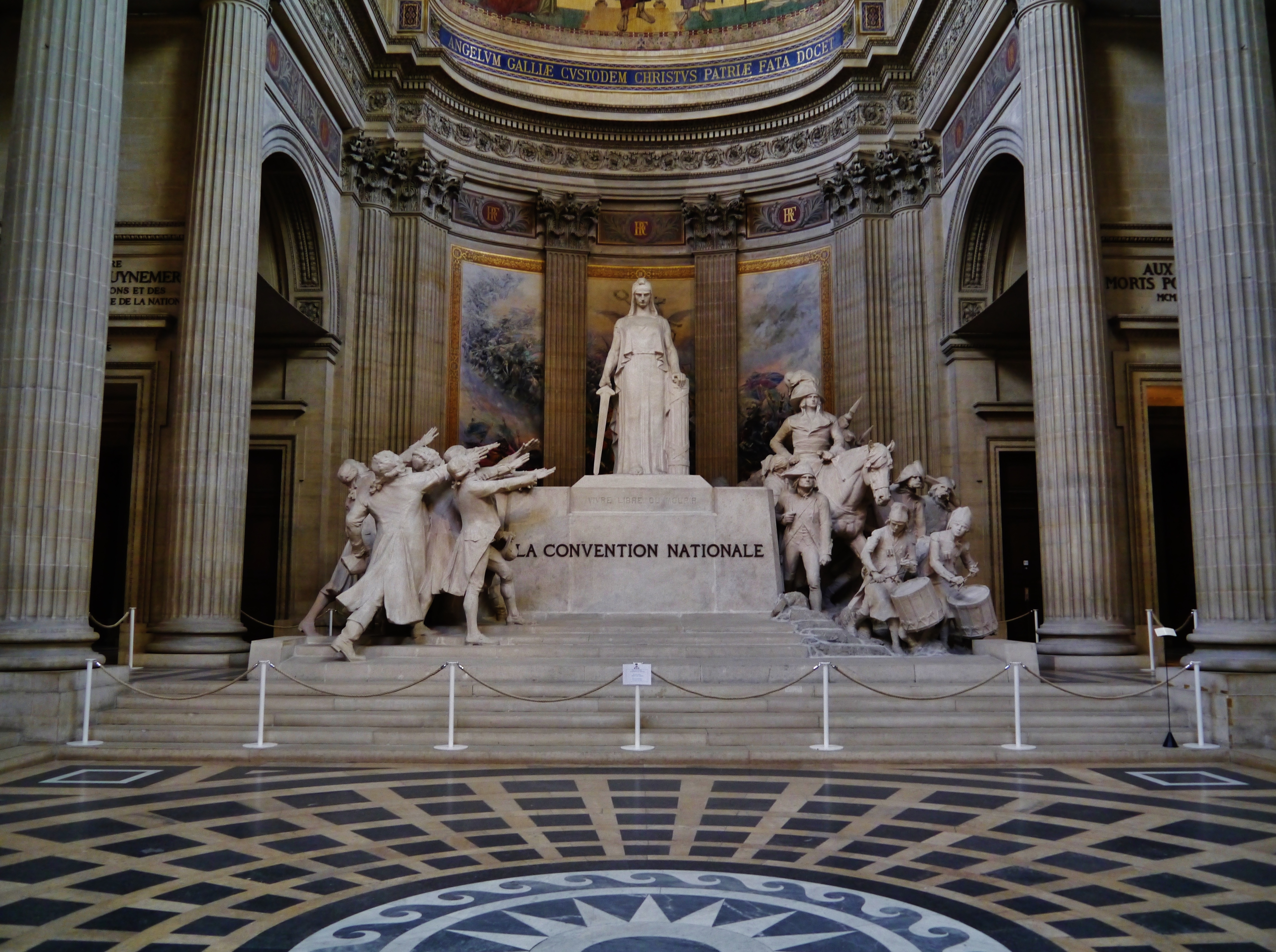
Altare dei Convenzionali (nome ufficiale "Altare per la gloria della Convenzione nazionale")

Oltre ai monumenti funebri delle personalità sepolte, vi sono statue e monumenti celebranti persone non inumate al Pantheon, come il cenotafio di Denis Diderot, il gruppo scultoreo del 1903 dedicato agli oratori e pubblicisti della Restaurazione francese (Benjamin Constant, Pierre de Serre, Casimir Perier, Armand Carrel, Maximilien Foy, Jacques-Antoine Manuel e François-René de Chateaubriand), l'altare dedicato alla Convenzione nazionale della Rivoluzione francese (tra gli altri vi sono le statue di Danton, Marat e Robespierre) e numerose placche e bassorilievi commemorativi.

## Lista completa delle personalità sepolte
Prima del 1791 vi erano sepolti solo santa Genoveffa (le cui ossa furono rimosse nel 1793; la cassa che conteneva le reliquie della santa fu bruciata pubblicamente dai giacobini nella Place de Grève durante il periodo della scristianizzazione) e Cartesio (trasferito altrove nel 1819).
| Anno di sepoltura nel Panthéon | Nome                                                                   | Note |  |
| ------------------------------ | ---------------------------------------------------------------------- | --- |  |
| 1791                           | Honoré Mirabeau                                                        | Fu il primo uomo a cui venne concesso l'onore di essere sepolto al Pantheon, il che avvenne la sera stessa del 2 aprile 1791, giorno della sua morte, al termine di un grandioso funerale attraverso le vie di Parigi, accompagnato da musiche, canti ed elogi. Tuttavia la scoperta dell'armoire de fer avvenuta nel novembre 1792, rivelò che Mirabeau aveva mantenuto contatti segreti con il re Luigi XVI. Per questo motivo fu considerato un traditore e ne fu disposta la riesumazione che avvenne il giorno 21 settembre 1794. Seguendo la regia di un cerimoniale diretto dal pittore Jacques Louis David, nello stesso momento in cui la sua bara veniva fatta uscire da una porta laterale, dall'ingresso principale, simultaneamente, veniva fatta entrare con grandissimi e solenni onori, quella di Marat (a cui peraltro, più tardi, toccherà una sorte quasi identica). I resti mortali di Mirabeau vennero sepolti in un cimitero comune, secondo alcuni furono invece dispersi e gettati nelle fogne di Parigi. |  |
| 1791                           | Voltaire                                                               | I resti di Voltaire (morto tredici anni prima) vennero trasferiti al Pantheon e qui sepolti l'11 luglio 1791 al termine di un funerale di proporzioni straordinarie per grandiosità e teatralità, tanto che è rimasto memorabile persino il catafalco allestito per il trasporto della sua salma. Nel 1821 rischiò la riesumazione perché erano molti coloro che ritenevano intollerabile la sua presenza all'interno di una chiesa. Tuttavia il re Luigi XVIII non la considerò necessaria perché "..il est bien assez puni d'avoir à entendre la messe tous les jours." ("...è già punito abbastanza bene dal dover ascoltare la messa tutti i giorni"). |  |
| 1792                           | Nicolas-Joseph Beaurepaire                                             | In realtà fu soltanto votata e disposta la sua inumazione al Pantheon, che tuttavia non poté essere eseguita perché la sua salma non fu più trovata. |  |
| 1793                           | Louis-Michel Lepeletier de Saint-Fargeau                               | Successivamente riesumato dal Pantheon. Il suo corpo è stato rimosso dalla famiglia il 14 febbraio 1795. |  |
| 1793                           | Auguste Marie Henri Picot de Dampierre                                 | Scomparso. |  |
| 1794                           | Jean-Paul Marat                                                        | Il 5 settembre 1794 venne deciso di trasferire la salma di Marat dal cimitero del Convento dei Cordeliers, al Pantheon. L'inumazione ebbe luogo il 21 settembre 1794 (vedi nota per Mirabeau). Ma nel 1795 anche Marat venne considerato un traditore e l'8 febbraio 1795 la sua bara fu riesumata e, secondo una tradizione ripresa anche da Victor Hugo e da Chateaubriand, almeno una parte dei suoi resti mortali venne dispersa e gettata nelle fogne di Parigi ad opera dei muscadins, giovani monarchici. Quello che rimase fu sepolto nel cimitero di Sainte-Geneviève (andato distrutto nell'Ottocento) presso la chiesa Saint-Étienne-du-Mont. |  |
| 1794                           | Jean-Jacques Rousseau                                                  | La salma di Rousseau (morto sedici anni prima) venne trasferita al Pantheon e qui sepolta, l'11 ottobre 1794 al termine di una veglia funebre durata una notte intera. Per ironia della sorte, la sua tomba si trova proprio accanto a quella del suo nemico Voltaire. |  |
| 1806                           | Claude-Louis Petiet                                                    | |  |
| 1806                           | François Denis Tronchet                                                | |  |
| 1807                           | Jean-Étienne-Marie Portalis                                            | |  |
| 1807                           | Louis-Pierre-Pantaléon Resnier                                         | |  |
| 1807                           | Louis-Joseph-Charles-Amable d'Albert de Luynes                         | Riesumato dal Panthéon. |  |
| 1807                           | Jean-Baptiste-Pierre Bevière                                           | |  |
| 1808                           | François Barthélemy Beguinot                                           | |  |
| 1808                           | Pierre Jean Georges Cabanis                                            | |  |
| 1808                           | Gabriel Louis de Caulaincourt                                          | |  |
| 1808                           | Jean-Frédéric Perregaux                                                | |  |
| 1808                           | Antoine-César de Choiseul-Praslin                                      | |  |
| 1808                           | Jean-Pierre Firmin Malher                                              | Urna con il suo cuore. |  |
| 1809                           | Jean-Baptiste Papin                                                    | |  |
| 1809                           | Joseph-Marie Vien                                                      | |  |
| 1809                           | Pierre Garnier de Laboissière                                          | |  |
| 1809                           | Jean-Pierre Sers                                                       | Urna con il suo cuore. |  |
| 1809                           | Girolamo Luigi Durazzo                                                 | Urna con il suo cuore. Girolamo Durazzo è stato l'unico Doge della Repubblica Ligure (succeduta alla Repubblica di Genova) e poi Prefetto del Dipartimento di Genova del Primo impero francese, senatore dell'Impero, ufficiale della Legion d'onore e Conte dell'Impero. Viene spesso erroneamente indicato come l'Ultimo Doge della Repubblica di Genova, ma ciò è inesatto. Egli è stato invece Doge della Repubblica Ligure, peraltro l'unico. |  |
| 1809                           | Justin Bonaventure Morard de Galles                                    | Urna con il suo cuore. |  |
| 1809                           | Emmanuel Crétet                                                        | |  |
| 1810                           | Giovanni Battista Caprara Montecuccoli, cardinale                      | Il suo cuore è invece sepolto nel Duomo di Milano. Il corpo del cardinale venne reclamato dalla famiglia e venne traslato da Parigi a Roma il 22 agosto 1861. |  |
| 1810                           | Louis Charles Vincent Le Blond de Saint-Hilaire                        | |  |
| 1810                           | Jean Baptiste Treilhard                                                | |  |
| 1810                           | Jean Lannes, duca di Montebello                                        | |  |
| 1810                           | Charles Pierre Claret de Fleurieu                                      | |  |
| 1811                           | Louis Antoine de Bougainville                                          | Il suo cuore è invece sepolto nel Cimetière du Calvaire a Montmartre. |  |
| 1811                           | Charles Erskine de Kellie                                              | |  |
| 1811                           | Alexandre-Antoine Hureau de Sénarmont                                  | Urna con il suo cuore. |  |
| 1811                           | Ippolito Antonio Vincenti Mareri, cardinale. Traslato a Roma nel 1861. | |  |
| 1811                           | Nicolas Marie Songis des Courbons                                      | |  |
| 1811                           | Michel Ordener                                                         | |  |
| 1812                           | Jean Marie Pierre Dorsenne                                             | |  |
| 1812                           | Jan Willem de Winter                                                   | |  |
| 1813                           | Hyacinthe-Hughes Timoléon de Cossé-Brissac                             | |  |
| 1813                           | Jean-Ignace Jacqueminot                                                | |  |
| 1813                           | Joseph-Louis Lagrange                                                  | Il nome di Joseph-Louis Lagrange è fra i 72 incisi sulla Torre Eiffel. |  |
| 1813                           | Jean Rousseau                                                          | |  |
| 1813                           | Justin de Viry                                                         | |  |
| 1814                           | Jean-Nicolas Démeunier                                                 | |  |
| 1814                           | Jean-Louis-Ebenezer, conte Reynier                                     | |  |
| 1814                           | Claude Ambroise Régnier, duca di Massa e Carrara                       | |  |
| 1815                           | Antoine-Jean-Marie Thévenard                                           | |  |
| 1815                           | Claude Juste Alexandre Legrand                                         | |  |
| 1829                           | Jacques-Germain Soufflot                                               | |  |
| 1885                           | Victor Hugo                                                            | |  |
| 1889                           | Lazare Carnot                                                          | Sepolto per la celebrazione del centenario della Rivoluzione francese. |  |
| 1889                           | Théophile-Malo de La Tour d'Auvergne-Corret                            | Sepolto per la celebrazione del centenario della Rivoluzione francese. |  |
| 1889                           | Jean-Baptiste Baudin                                                   | Sepolto per la celebrazione del centenario della Rivoluzione francese. |  |
| 1889                           | François-Séverin Marceau                                               | Sepolto per la celebrazione del centenario della Rivoluzione francese; sono sepolte solo le sue ceneri. |  |
| 1894                           | Marie François Sadi Carnot                                             | Sepolto immediatamente dopo il suo assassinio. |  |
| 1907                           | Marcellin Berthelot e Sophie Niaudet                                   | Berthelot aveva più volte dichiarato che non sarebbe riuscito a sopravvivere all'amata moglie, Sophie Niaudet, gravemente malata. Per quanto possa sembrare incredibile, un'ora dopo la morte della donna, Berthelot fu colpito da un attacco cardiaco e morì. Il governo francese, desideroso di rendere omaggio al grande scienziato, ne dispose la sepoltura al Pantheon, ma ritenne impietoso separare la sua salma da quella della moglie. Per questo motivo, Sophie Niaudet è stata la prima donna ad essere inumata al Pantheon. D'altro canto a Berthelot (che, in vita, era stato pure un ambizioso uomo politico mai sazio di incarichi), non venne risparmiata una feroce battuta da parte dell'allora capo di governo Georges Clemenceau che propose per lui questo irriverente epitaffio: «Ci-gît Marcellin Berthelot. C'est la seule place qu'il n'ait jamais sollicitée» («Qui giace Marcellin Berthelot. Questo è l'unico posto che non ha mai sollecitato»).                                                     |  |
| 1908                           | Émile Zola                                                             | |  |
| 1917                           | Georges Guynemer                                                       | Non ritrovate le sue spoglie mortali, l'aviatore Guynemer venne collocato simbolicamente al Pantheon per decreto del parlamento francese con la motivazione che "solo quella cupola era abbastanza grande per ospitare le sue ali". |  |
| 1920                           | Léon Gambetta                                                          | Urna con il suo cuore. |  |
| 1924                           | Jean Jaurès                                                            | Sepolto dieci anni dopo il suo assassinio. |  |
| 1933                           | Paul Painlevé                                                          | |  |
| 1948                           | Paul Langevin                                                          | Sepolto lo stesso giorno (17 novembre) di Jean Perrin. |  |
| 1948                           | Jean Perrin                                                            | Sepolto lo stesso giorno (17 novembre) di Paul Langevin. |  |
| 1949                           | Victor Schoelcher                                                      | Nel Panthéon vi è anche suo padre Marc, con il quale ha voluto essere sepolto. |  |
| 1952                           | Louis Braille                                                          | Trasferito al Pantheon il 22 giugno 1952 in occasione del centenario della sua morte. In un'urna collocata nella sua tomba di Coupvray sono rimaste le sue mani. |  |
| 1964                           | Jean Moulin                                                            | Ceneri trasferite dal cimitero di Père-Lachaise il 19 dicembre 1964. |  |
| 1987                           | René Cassin                                                            | Traslato nel Pantheon nel centenario della nascita. |  |
| 1988                           | Jean Monnet                                                            | Traslato nel Pantheon nel centenario della nascita. |  |
| 1989                           | Henri Grégoire                                                         | Sepolto per la celebrazione del bicentenario della Rivoluzione francese. |  |
| 1989                           | Gaspard Monge                                                          | Sepolto per la celebrazione del bicentenario della Rivoluzione francese. Il nome di Gaspard Monge è fra i 72 incisi sulla Torre Eiffel. |  |
| 1989                           | Marquis de Condorcet                                                   | Sepolto simbolicamente (il corpo è andato perduto) per la celebrazione del bicentenario della Rivoluzione francese. |  |
| 1995                           | Pierre Curie                                                           | Sia Pierre che Marie sono stati traslati nella cripta il 20 aprile 1995 provenienti dal cimitero di Sceaux. |  |
| 1995                           | Marie Sklodowska-Curie                                                 | È stata la prima donna ad essere sepolta per meriti propri (cfr.Marcellin Berthelot) nel Pantheon. Per il timore di contaminazioni radioattive, la sua bara è stata avvolta in una camicia di piombo. |  |
| 1996                           | André Malraux                                                          | I suoi resti mortali, provenienti dal cimitero di Verrières-le-Buisson, sono stati inumati nel Pantheon il 23 novembre 1996, in occasione del ventesimo anniversario della sua morte. |  |
| 2002                           | Alexandre Dumas padre                                                  | I suoi resti mortali, provenienti dal cimitero di Villers-Cotterêts, sono stati inumati nel Pantheon il 30 novembre 2002, in occasione del bicentenario della sua nascita. |  |
| 2015                           | Geneviève de Gaulle-Anthonioz                                          | |  |
| 2015                           | Germaine Tillion                                                       | |  |
| 2015                           | Pierre Brossolette                                                     | |  |
| 2015                           | Jean Zay                                                               | |  |
| 2018                           | Antoine e Simone Veil                                                  | |  |
| 2020                           | Maurice Genevoix                                                       | |  |
| 2021                           | Joséphine Baker                                                        | Sepoltura simbolica di un cenotafio contenente una porzione di terra proveniente da Saint Louis, sua città natale, una da Parigi, sua città di adozione, e una dal Principato di Monaco, dove riposano le sue spoglie. |  |
| 2024                           | Missak Manouchian e Mélinée                                            | |  |